# Otto Novák
Otto Novák (Modřany, 22 marzo 1902 – 15 ottobre 1984) è stato un calciatore cecoslovacco, di ruolo attaccante.

## Carriera

### Nazionale
Debutta il 25 maggio 1924 ai giochi olimpici di Parigi contro la Turchia (2-5).

## Palmarès

### Club

#### Competizioni nazionali
- Campionato cecoslovacco: 1

Viktoria Zizkov: 1927-1928